# Bolitoglossa digitigrada
Bolitoglossa digitigrada là một loài kỳ giông thuộc họ Plethodontidae.
Đây là loài đặc hữu của Peru.
Môi trường sống tự nhiên của chúng là đầm nước nhiệt đới hoặc cận nhiệt đới, vùng núi ẩm nhiệt đới hoặc cận nhiệt đới, và các đồn điền.